# Laurent Giovanninelli
Ange Laurent Giovanninelli (Pastoreccia-di-Rostino, 15 settembre 1837 – Frénois, 28 agosto 1903) è stato un militare francese.

## Biografia
Giovanninelli fu ammesso all'accademia militare di Saint-Cyr nel 1855 e trascorse tutta la sua carriera in fanteria.
Nominato sottotenente a vent'anni, prestò servizio nel reggimento straniero in Algeria, in Italia e in Messico (dove fu ferito), raggiungendo il grado di capitano. Promosso chef de bataillon, durante la guerra franco-prussiana comandò il 2º battaglione cacciatori a piedi e poi il 19º battaglione cacciatori di marcia. Fu ferito il 27 novembre 1870 nella battaglia di Amiens e prestò servizio nelle truppe di Versailles contro la Comune di Parigi. Fu promosso tenente colonnello nel 63º reggimento di fanteria di linea il 3 agosto 1875 e colonnello nel 128º reggimento di fanteria di linea il 22 agosto 1880. Il 31 ottobre 1884 fu nominato comandante della 1ª brigata del Corpo di spedizione del Tonchino
Durante la guerra franco-cinese partecipò alla campagna di Lạng Sơn, che portò alla conquista della città di Lạng Sơn il 13 febbraio 1885. La 1ª brigata guidata da Giovanninelli, sotto il comando del generale di brigata Louis Brière de l'Isle, lasciò la città vietnamita il 16 febbraio 1884 per andare in aiuto alle truppe francesi assediate a Tuyên Quang. Il 4 marzo 1885, dopo la sanguinosa vittoria nella battaglia di Hòa Mộc e la liberazione di Tuyên Quang, Giovanninelli fu promosso generale di brigata. Il grosso delle sue truppe fu quindi affidato, il 30 marzo 1885, al colonnello Gustave Borgnis-Desbordes, nuovo comandante dalla 2ª brigata del Corpo di spedizione del Tonchino, che sotto il comando del tenente colonnello Paul-Gustave Herbinger era stata coinvolta nella ritirata da Lạng Sơn.
Membro fondatore della Société de géographie di Lione, Giovanninelli fu promosso al grado di generale di divisione il 12 luglio 1890. Dopo aver comandato prima la 13ª divisione di fanteria e poi il 3º corpo d'armata, nel 1894 fu nominato presidente del "Comitato della fanteria" e fece parte del Conseil supérieur de la guerre. Fu presente all'inaugurazione dell'Esposizione nazionale e coloniale di Rouen nel 1896. Morì nella sua proprietà di Frénois, oggi frazione di Sedan, il 28 agosto 1903.

## Decorazioni

### Decorazioni francesi
- Cavaliere della Legion d'onore (14 agosto 1863)
- Ufficiale della Legion d'onore (3 gennaio 1871)
- Médaille commémorative de la campagne d'Italie
- Médaille commémorative de l'expédition du Mexique
- Commendatore della Legion d'onore (28 dicembre 1885)
- Médaille commémorative de l'expédition du Tonkin (4 dicembre 1885)
- Grand'ufficiale della Legion d'onore (10 luglio 1894)
- Gran croce della Legion d'onore (24 ottobre 1899)

### Decorazioni straniere
- Medaglia al valor militare del Regno di Sardegna
- Grand'ufficiale dell'Ordine reale della Cambogia (15 giugno 1885)
- Grand'ufficiale dell'Ordine imperiale del Dragone dell'Annam (14 luglio 1886)